# Akiva Goldsman
Akiva J. Goldsman (ur. 7 lipca 1962 w Nowym Jorku) – amerykański scenarzysta, reżyser i producent. Zdobywca Złotego Globu i Oscara za najlepszy scenariusz adaptowany do filmu Piękny umysł (2001) Rona Howarda. Znany głównie z wysokobudżetowych hollywoodzkich superprodukcji i remake'ów.
Goldsman jest założycielem własnej firmy produkcyjnej – Weed Road Pictures.

## Filmografia
- 2014: Zimowa Opowieść (Winter's Tale) – reżyseria, scenariusz
- 2009: Anioły i demony (Angels & Demons) – scenariusz
- 2008: Hancock – produkcja
- 2007: Jestem legendą (I Am Legend) – scenariusz i produkcja
- 2006: Kod da Vinci (The Da Vinci Code) – scenariusz
- 2006: Posejdon (Poseidon) – produkcja
- 2006: I’m Reed Fish – produkcja
- 2005: Pan i pani Smith (Mr. & Mrs. Smith) – produkcja
- 2005: Człowiek ringu (Cinderella Man) – scenariusz
- 2005: Constantine – produkcja
- 2004: Ja, robot (I, Robot) – scenariusz
- 2004: Łowcy umysłów (Mindhunters) – produkcja
- 2004: Starsky i Hutch (Starsky & Hutch) – produkcja
- 2001: Piękny umysł (A Beautiful Mind) – scenariusz
- 1999: Piekielna głębia (Deep Blue Sea) – produkcja
- 1998: Totalna magia (Practical Magic) – scenariusz
- 1998: Zagubieni w kosmosie (Lost in Space) – scenariusz, produkcja
- 1997: Batman i Robin (Batman & Robin) – scenariusz
- 1996: Czas zabijania (A Time to Kill) – scenariusz
- 1995: Batman Forever – scenariusz
- 1994: Zrozumieć ciszę (Silent Fall) – scenariusz
- 1994: Klient (The Client) – scenariusz